# Château de Saint-Marceau
Le château de Saint-Marceau est un château situé dans la commune de Saint-Marceau, en Ardennes, perchée en hauteur sur un coteau de la rive droite de la Vence et de la rive gauche de la Meuse, à quelques kilomètres au sud de Charleville-Mézières. C'est un édifice défensif du XVe siècle ou XVIe siècle, aménagé les siècles suivants, en particulier en perçant de grandes fenêtres, pour en améliorer le confort.

## Description
Le château est placé dans un jardin à la française. Le logis principal a un plan d'ensemble rectangulaire, très simple, avec deux tourelles  ou échauguettes de chaque côté, et de grandes fenêtres. Il est surmonté d'un comble de grande hauteur, refait après l'incendie de 1967, et doté de lucarnes inspirées de la Place Ducale de Charleville-Mézières. Le bâtiment est en moellons de petit appareil, sur plus d'un mètre d'épaisseur, recouvert d'un enduit gris.
Des dépendances ferment la cour d'entrée, à droite et à gauche. Celles de droite, en pénétrant dans le domaine, comprennent un colombier.

## Localisation
Le château est situé sur la commune de Saint-Marceau, dans le département français des Ardennes, à côté du village, sur une colline entre vallée de la Vence et vallée de la Meuse.

## Historique
L'édifice est sans doute construit par la famille de La Glizeulle au XVe siècle et XVIe siècle. Par le jeu des alliances matrimoniales, le domaine revient à une branche de la famille de Pouilly à la fin du XVIe siècle. Il est aménagé par Claude de Pouilly, épouse de Philippe de Barge, puis d'Antoine de Greffin, huguenot lui aussi et proche de Turenne. Antoine de Greffin et Claude de Pouilly décèdent tous deux dans cette demeure, le premier en 1686 et la seconde en 1701.
Au XVIIIe siècle, Charles François de Paul d'Herville continue à améliorer l'habitabilité de la demeure initialement défensive, en agrandissant les fenêtres. Il reste sur place durant la Révolution, est arrêté et emprisonné à la chartreuse du Mont-Dieu durant la Terreur puis revient mourir à Saint-Marceau. Le château est vendu au maire de la commune, puis en 1834 à Pierre de Flavigny de Doncourt. Celui-ci revend en 1839 au marquis de Wignacourt. Adrien de Wignacourt, futur député des Ardennes, y naît le 23 octobre 1845. Son frère Alof le 16 octobre 1847. Mais c'est leur sœur, Marie Louise de Wignacourt, épouse de Jacques de Chastenet de Puysegur, qui hérite du domaine et le revend en 1905 à la famille Renaudin. Paul Renaudin y écrit une partie de ses œuvres. Entretemps, durant le conflit franco-allemand de 1870, le château est occupé et endommagé. Il est pillé en 1914 et touché par un obus en 1940. La famille Renaudin est toujours l'actuelle propriétaire. Un incendie a détruit en 1967 le toit et a obligé à refaire la charpente, la couverture et les lucarnes.
La demeure est inscrite au titre des monuments historiques en 1990. Elle est actuellement sous la responsabilité de Jérémie Renaudin